# WASP-39b
WASP-39b là một "sao Mộc nóng" ngoài hệ Mặt Trời được phát hiện vào tháng 2 năm 2011 bởi dự án WASP. Điểm đáng chú ý là ngoại tinh này có chứa một lượng đáng kể nước trong bầu khí quyển của nó. WASP-39B nằm trong chòm sao Thất Nữ, và cách Trái đất khoảng 700 năm ánh sáng.
Là một phần của chiến dịch NameExoWorlds tại lễ kỷ niệm 100 năm IAU, hành tinh này được Aruba đặt tên là Bocaprins. Hành tinh được đặt theo tên của bãi biển Boca Prins trong Vườn quốc gia Arikok. Ngôi sao WASP-39 được đặt tên là Malmok.

## Đặc điểm

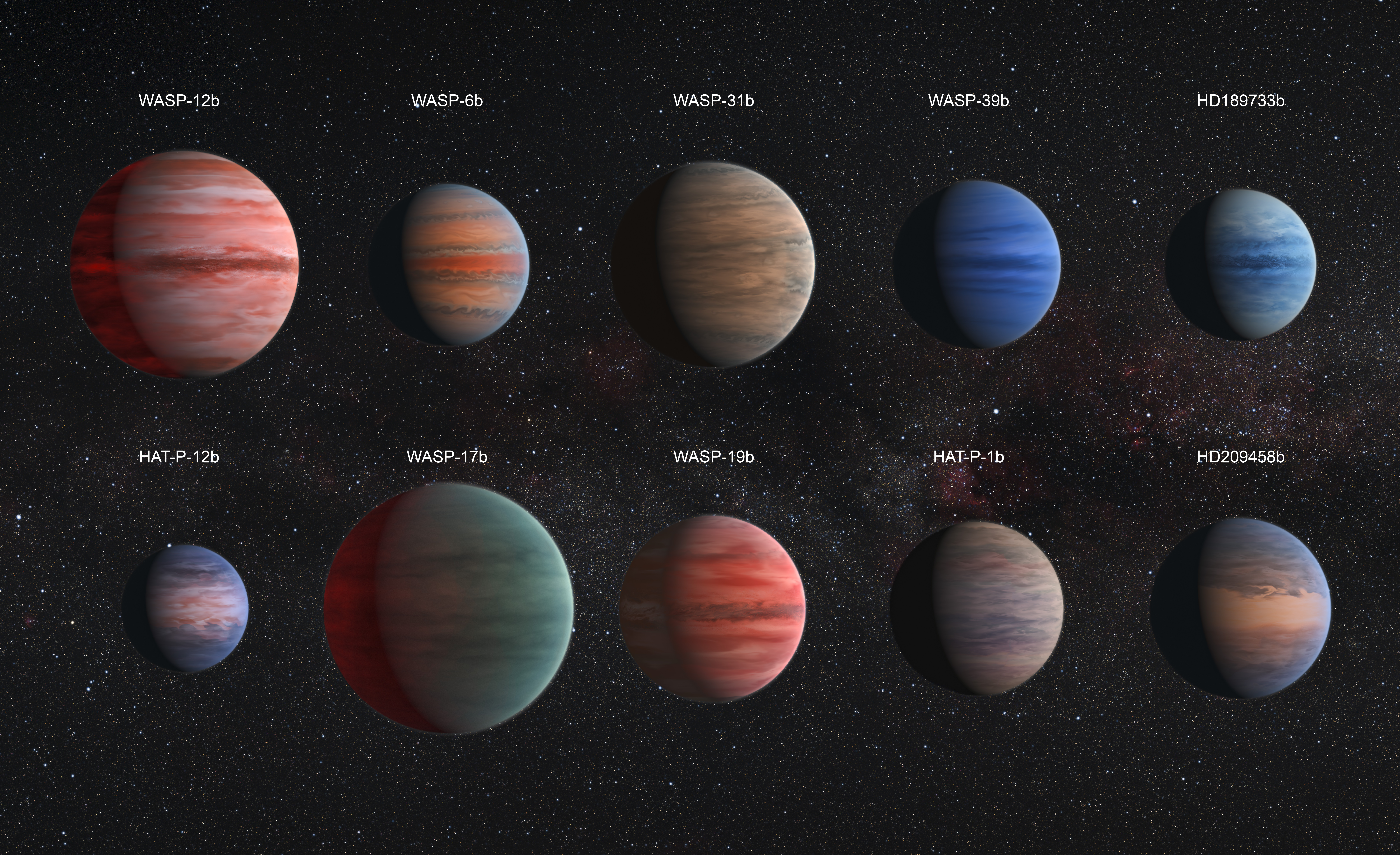
So sánh các "sao Mộc nóng" ngoài hệ mặt trời, bao gồm WASP-39b (hàng trên cùng; thứ 4 từ trái sang)
Từ trên cùng bên trái xuống dưới bên phải: WASP-12b, WASP-6b, WASP-31b, WASP-39b, HD 189733 b, HAT-P-12b, WASP-17b, WASP-19b, HAT-P-1b và HD 209458 b.

WASP-39b có khối lượng khoảng 0,28 lần sao Mộc và bán kính khoảng 1,27 lần sao Mộc. Hành tinh này quay quanh ngôi sao chủ của nó là WASP-39 với chu kỳ là 4 ngày. Các phân tử nước nóng được tìm thấy trong khí quyển của WASP-39b trong một nghiên cứu năm 2018.
WASP-39b cũng đáng chú ý vì có mật độ cực thấp, gần bằng WASP-17b. Trong khi WASP-17b có mật độ 013±006 g/cm³, WASP-39b có mật độ cao hơn một chút là 018±004 g/cm³.